# Constant Delaperche
Constant Delaperche fue un pintor y escultor francés, nacido el año 1790 en París y fallecido después de 1842.
Pintor de cuadros de historia, retratista y escultor, fue alumno de Jacques-Louis David. Su hermano Jean-Marie Delaperche , nacido en Orleans en 1770 y fallecido en 1843, fue también pintor.

## Obras
Entre las obras de Constant Delaperche se incluyen las siguientes:
- Retrato de Francois-Joseph Noel (1778-1863), óleo sobre tabla, conservado en el Museo nacional de los castillos de Versalles y de Trianon[3]
- L'Assomption de la Vierge- La Asunción de la virgen,  1842, cuadro al óleo sobre tabla, conservado en la iglesia parroquial de Saint Affrique en Aveyron. El pintor recibió 1200 francos por el encargo[4]·[5]
- Saint Roch apaisant la peste - San Roque sana la peste, el cuadro es un encargo del año 1931 y está firmado en 1941. Óleo sobre tabla, representa a Saint Roch de Montpelier . Se conserva en la iglesia parroquial de Saint-Romain en Saint-Rome-de-Tarn[6]·[7]

- En la iglesia de Saint Roch del I Distrito de París pueden verse los relieves que fueron presentados en el Salón de París de 1819:

Bajorrelieve de Jesús condenado - Jésus condamné
Bajorrelieve de Jesús flagelado - Jésus flagellé
Bajorrelieve de Jesús portando su cruz - Jésus portant sa croix